# بحرية (اسم)

اسم بحرية يتوسط زخرفة جمالية ومكتوب بخط عربي عادي، (خط النسخ)

اسم علم مؤنث باللغة العربية الفصيحة، نسبة إلى البحر، وقيل جماعة السفن والبوارج والمبحرون والعاملة والرحالة والمهاجرة في البحار أيام الحرب والسلم. وقد تلقبت الصحابية الجليلة أسماء بنت عميس بالبحرية، لركوبها البحر في هجرة المسلمين إلى الحبشة، كما تُكنّى بصاحبة الهجرتين، حيث هاجرت أسماء للحبشة ثم إلى يثرب.

## الميادين البحرية
ويطلق اسم بحرية في المجالات المتعلقة بالبحار ومراسيها وأعاليها، على أساطيل السفن والغواصات والطائرات المرابطة في البموانئ والبحار، وكل الفرق العاملة في البحار في المجال المدني والعلمية أو من رحلات وغيرها، أو لدى الفرق البحرية المياومة في أيام الحرب والسلم.
وفي هذا يقال البحرية الوطنية وغيرها من الألقاب حسب كل تسمية كل دولة على حدى.

## أعلام وأماكن باسم بحرية
- عائشة البحرية (المغرب)
- جامعة بحرية (باكستان)
- واحات بحرية (مصر)
- بلدة بحرية (باكستان)